# Stara synagoga w Błażowej
Stara synagoga w Błażowej – powstała najpewniej w XVIII w. w związku z powstaniem w Błażowej samodzielnej gminy żydowskiej. Spłonęła podczas wielkiego pożaru miasta w 1907 r.